# ヴィタ
ヴィタ（仏語: Vitaa、1983年3月14日 - ）は、フランス人シンガーソングライター。ミュルーズ出身。本名：シャルロット・ゴナン（仏語: Charlotte Gonin）。

## 略歴
2006年、ディアムス（仏語: Diam’s）とのコラボ曲であるConfessions nocturnesによってヴィタの名が知れ渡り、モータウンフランス（Motown France）で初めてデビューしたアーティストとなり、ヴィタはいくつかのアルバムを発売した。
また、ディアムス（仏語: Diam’s）、ギムス（仏語: Gims）、ジュル（仏語: Jul）、クローディオ・カペオ（仏語: Claudio Capéo）、ストロマエ（仏語: Stromae）、ダジュ（仏語: Dadju）やスリマン（仏語: Slimane）との他のアーティストたちとのコラボで多くの成功を収めた。
2018〜2020年の間に、ヴィタはスリマンと共に、The Voice BelgiqueとThe Voice Kids Belgiqueのコーチをしており、さらにduo VersuSというアルバムを発売した。
2020年には、ヴィタはVictoires de la musiqueでオリジナルソングの枠で受賞し、2023年11月10日、NRJ Music Awards2023のartiste féminine francophone de l’année（1年間で最も優れたフランス語圏の女性アーティストに贈られる賞）を受賞した。

## ディスコグラフィ

### アルバム
- 『ア・フルール・ドゥ・トア』- À fleur de toi (2007)
- 『セル・ク・ジュ・ヴォア』- Celle que je vois(2009)
- 『イシ・エ・マントノン』- Ici et maintenant(2013)
- 『ラ・メーム』- La même (2015)
- 『J4M』(2017)[2]